# Juncus alpinoarticulatus
Juncus alpinoarticulatus là một loài thực vật có hoa trong họ Juncaceae. Loài này được Chaix mô tả khoa học đầu tiên năm 1785.

## Hình ảnh

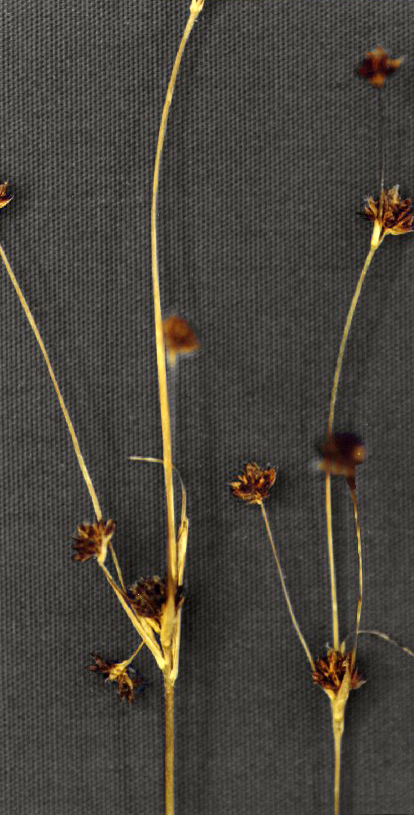
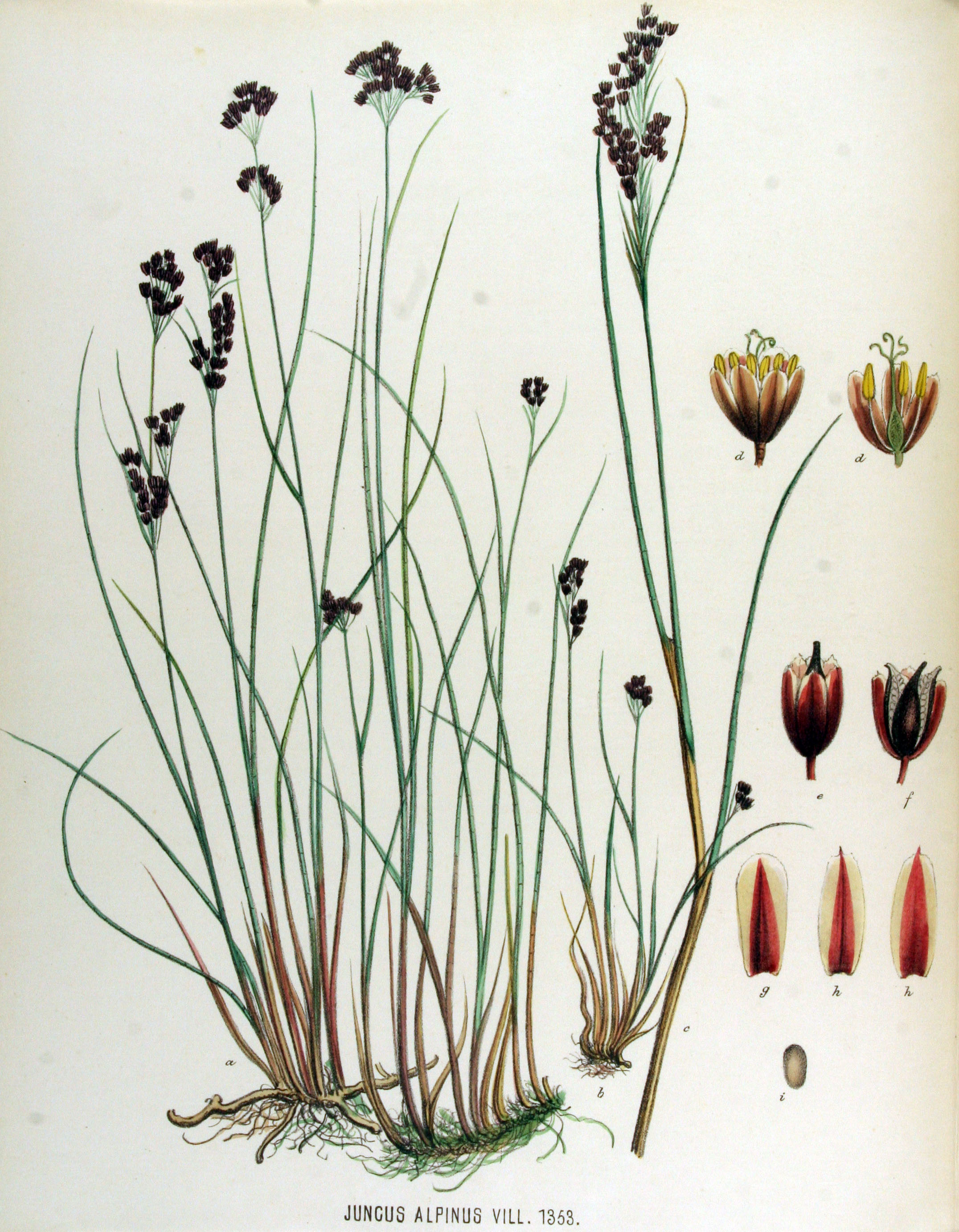
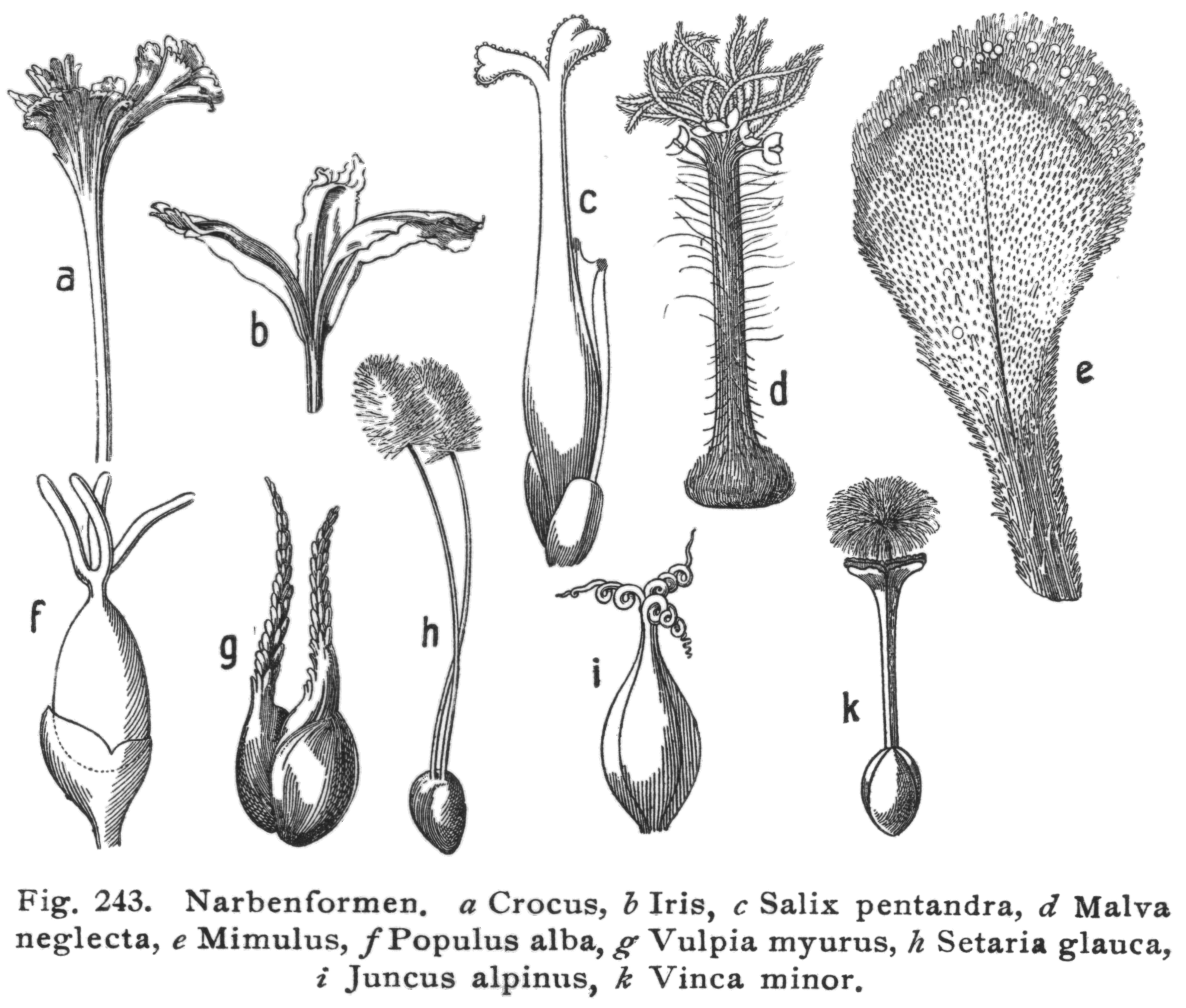
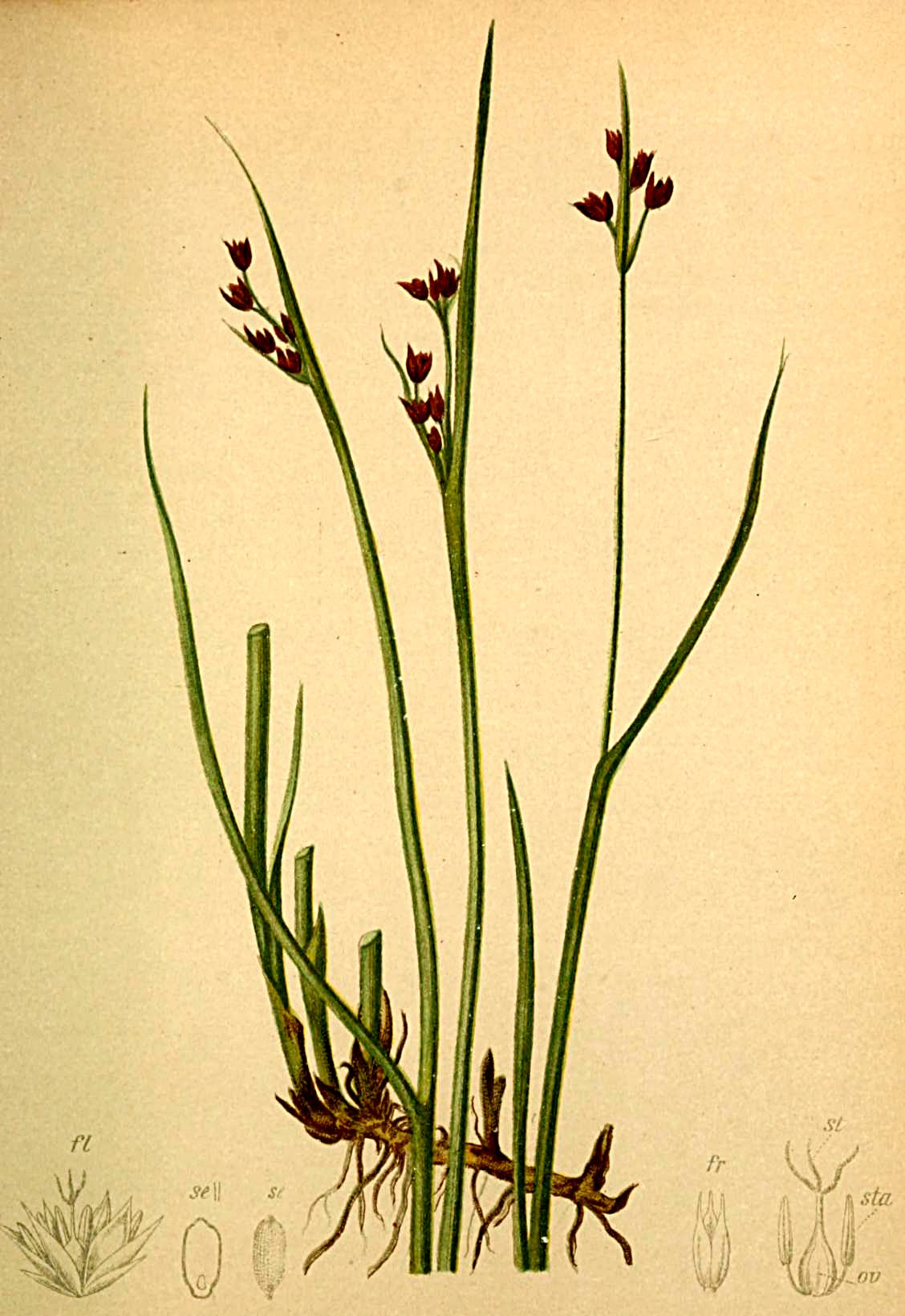